# کودکی مانند جیک
کودکی مانند جیک (انگلیسی: A Kid Like Jake) یک فیلم آمریکایی در سبک درام به کارگردانی سیلاس هاوارد و نویسندگی دنیل پرل ، محصول سال ۲۰۱۸ است.

## داستان
الکس (کلیر دینز) و گرگ ویلر (جیم پارسونز) هنگامی که متوجه می شوند ممکن است تراجنسیتی باشد با هویت جنسیتی پسر چهار ساله خود دست و پنجه نرم می کنند. الکس و گرگ تلاش می کنند تا بفهمند چه چیزی برای پسرشان بهتر است و درخواست می کنند تا او به یک کودکستان خصوصی در شهر نیویورک برود.